# Stadio Armando Picchi
Stadio Armando Picchi är en idrottsarena i Livorno, Italien, som idag mest används för fotboll. Här spelar Serie B-fotbollslaget AS Livorno Calcio sina hemmamatcher. 
Arbetet med att bygga arenan inleddes 1933 och invigningen skedde 1935. Arena fick sitt namn efter dåvarande diktatorn Benito Mussolinis dotter Edda. Sitt nuvarande namn fick arenan på 1960-talet, då den uppkallades efter Livorno födde Armando Picchi.
Stadio Armando Picchi har en publikkapacitet på 19 238 åskådare, som vid Europaspel reducerats till 14 752.
Arenan användes vid Olympiska sommarspelen 1960 för de inledande fotbollsomgångarna.
2011 var arenan värd för finalen i ungdomsturneringen Torneo di Viareggio.